# Afewerk Tekle
Afewerk Tekle (Ancober, 22 ottobre 1932 – Addis Abeba, 10 aprile 2012) è stato un artista etiope  uno dei più celebri artisti d'Etiopia, particolarmente noto per i suoi dipinti su temi africani e cristiani e per le sue vetrate.

## Biografia
Nacque ad Ancober da Tekle Mano e Feleketch Yamatawork e crebbe sotto l'occupazione italiana durante la seconda guerra mondiale. Dopo la guerra, nel 1947, decise che voleva aiutare l'Etiopia per la sua ricostruzione e scelse di andare in Inghilterra per studiare ingegneria mineraria. Prima di partire, Afewerk, insieme ad altri studenti, ebbe la possibilità di avere un'udienza dall'imperatore Hailé Selassié. L'imperatore disse loro "dovete lavorare duro e quando tornate non dite di avere visto in Europa alti edifici o ampie strade ma di aver acquisito una completa competenza e mentalità per la ricostruzione dell'Etiopia".
Afewerk aveva già mostrato talento come artista sin da bambino, avendo decorato alcuni muri nella sua città natale. Mentre era nel college in Inghilterra questo suo talento venne riconosciuto e incoraggiato dai suoi insegnanti, di conseguenza fu convinto ad iscriversi alla Scuola Centrale delle Arti e Mestieri di Londra continuando poi gli studi alla Slade School of Fine Art dove studiò pittura, scultura e architettura.
Tornato in Etiopia dopo la laurea, Afewerk avrebbe potuto accettare un posto ministeriale che gli venne assegnato, ma invece decise di trascorrere il suo tempo in giro per le province dell'Etiopia per acquisire più esperienza e cultura del suo paese natale, che si rifletterà poi nei suoi dipinti. Nel 1954 tenne la sua prima mostra ad Addis Abeba, che gli diede i fondi per poter viaggiare in Europa per due anni, dove apprese a progettare e costruire le vetrate policrome. Fece anche uno studio speciale sui manoscritti illustrati etiopi alla British Library, alla Biblioteca Nazionale di Parigi e alla Biblioteca Vaticana.
Tornato in Etiopia, apri uno studio nella Biblioteca Nazionale dell'Etiopia. Il suo riconoscimento crebbe da parte del governo per i suoi murales e mosaici nella Cattedrale di San Giorgio di Addis Abeba e molti dei suoi disegni vennero utilizzati sui francobolli nazionali. Fu anche incaricato di produrre sculture di personaggi famosi in Etiopia anche se solo la statua monumentale di Ras Makonnen ad Harrar fu completata. Nel 1958 progettò le vetrate nell'Africa Hall e dell'edificio della Commissione economica delle Nazioni Unite per l'Africa ad Addis Abeba. Le tre vetrate coprono una superficie di 150 metri quadrati e rappresentano il dolore del passato dell'Africa, la lotta del presente e la speranza per il futuro.
Nel 1961 dipinse il quadro Fiore di Meskal che venne esposto nelle mostre internazionali in Russia, Stati Uniti e Senegal. Sempre in quegli anni Afewerk viaggiò in tutto il continente africano; in gran parte dell'Africa ancora vigeva il colonialismo e Afewerk divenne un portavoce per l'emancipazione africana e le lotte per l'indipendenze, ciò si rifletté nei suoi dipinti di quel periodo con titoli come radici della civiltà africana e unità africana.
Nel 1964 fu il primo vincitore del Premio per le Belle Arti Haile Selassie. Mentre la sua fama si diffuse all'estero, Afewerk ebbe un invito a realizzare una mostra a Mosca in seguito alla quale girò per l'Unione Sovietica per una serie di mostre e conferenze. Il governo statunitense invitò Tekle a Washington, New York e per un giro nelle università americane per le sue mostre e conferenze. Ulteriori mostre internazionali seguirono in Senegal, Turchia, Zaire, Repubblica Araba Unita, Bulgaria, Monaco di Baviera, Kenya e Algeria.
Per gran parte del 1970 Afewerk fu impegnato nella produzione di pitture murali e mosaici per molti edifici pubblici e religiosi in tutta l'Etiopia, tra cui il murale del Giudizio Universale nella cattedrale di Adigrat nella provincia del Tigrè. Nel 1977, dipinse Unità Trittica con la quale vinse la medaglia d'oro al Festival Internazionale di Algeri.
Nei primi anni 1980 tenne una seconda mostra a Mosca e a Bonn. Nel 1981 dipinse un Autoritratto che fu il primo lavoro di un artista africano a entrare nella collezione permanente della Galleria degli Uffizi, a Firenze.
Nel 1997 espose alla Biennale di Aquitania in Francia, vincendo il primo premio al concorso internazionale. Afewerk venne inserito nell'Accademia Internazionale Francese delle Arti.
Afewerk Tekle venne associato all'Accademia Russa delle Arti e ne divenne il primo membro africano dal 1983.
Afewerk Tekle morì a 10 aprile 2012 a seguito di gravi complicanze per un'ulcera dello stomaco, dopo aver ricevuto un trattamento in un ospedale privato ad Addis Abeba. Fu sepolto nel cimitero della cattedrale della Santissima Trinità nella capitale etiope. L'avvenimento ricevette un'ampia copertura mediatica in Etiopia e un comitato nazionale organizzò il suo funerale.

## Opere
- Monumento a Ras Mekonnen
- Altare della Croce (1959) nella cappella reale nella Torre di Londra, Inghilterra
- Mosaici e dipinti della cattedrale di San Giorgio Addis Abeba
- Maskal Flower (1961)
- Il Giudizio Universale (1970), murales nella cattedrale del Salvatore (Adigrat), nel Tigrai
- La vittoria dell'Etiopia (1979) presso il Centro degli Eroi a Debre Zeyit
- Il calice e la croce nella vita dei popoli africani (1997), studio delle vetrate colorate alla Biennale di Aquitania